# Отворено првенство Монтереја у тенису
Монтереј опен је професионални тениски турнир за жене (WTA). Игра се на тврдој подлози и део је годишњих међународних турнира за жене. Турнир се одржава на тениским теренима клуба Сонома у Монтереју.

## Шампиони

### Појединачно
| Година | Шампион                 | Финалист           | Резултат      |
| ------ | ----------------------- | ------------------ | ------------- |
| 2015   | Тимеа Бачински          | Каролина Гарсија   | 4–6, 6–2, 6–4 |
| 2014   | Ана Ивановић            | Јована Јакшић      | 6–2, 6–1      |
| 2013   | Анастасија Пављученкова | Анџелик Кербер     | 4–6, 6–2, 6–4 |
| 2012   | Тимеа Бабош             | Александра Каданцу | 6–4, 6–4      |
| 2011   | Анастасија Пављученкова | Јелена Јанковић    | 2–6, 6–2, 6–3 |
| 2010   | Анастасија Пављученкова | Данијела Хантухова | 1–6, 6–1, 6–0 |
| 2009   | Марион Бартоли          | На Ли              | 6–4, 6–3      |

### Парови
| Година | Шампиони                                  | Финалисти                                 | Резултат               |
| ------ | ----------------------------------------- | ----------------------------------------- | ---------------------- |
| 2015   | Габријела Дабровски Алисија Росолска      | Анастасија Родионова Арина Родионова      | 6–3, 2–6, [10–3]       |
| 2014   | Дарија Јурак Меган Леви                   | Тимеа Бабош Олга Говорцова                | 7-6(5), 3-6, [11-9]    |
| 2013   | Тимеа Бабош Кимико Дате Крум              | Ева Бирнерова Тамарина Танасугарн         | 6–1, 6–4               |
| 2012   | Сара Ерани Роберта Винчи                  | Кимико Дате Крум Жанг Шуаи                | 6–2, 7–6(8–6)          |
| 2011   | Ивета Бенешова Барбора Захлавова Стрицова | Ана Лена Гренефелд Ванја Кинг             | 6–7(8–10), 6–2, [10–6] |
| 2010   | Ивета Бенешова Барбора Захлавова Стрицова | Ана Лена Гренефелд Ванја Кинг             | 3–6, 6–4, [10–8]       |
| 2009   | Натали Деши Мара Сантанђело               | Ивета Бенешова Барбора Захлавова Стрицова | 6–3, 6–4               |